# Copestylum volcanorum
Copestylum volcanorum är en tvåvingeart som beskrevs av Albany Hancock och Rotheray 2007. Copestylum volcanorum ingår i släktet Copestylum och familjen blomflugor.
Artens utbredningsområde är Bolivia. Inga underarter finns listade i Catalogue of Life.